# 12584 Zeljkoandreic
Asteroid 12584 Zeljkoandreic je malo tijelo Sunčevog sustava koje je otkriveno 12. rujna 1999. godina sa Zvjezdarnice Višnjan. Asteroid je otkrio poznati hvartski popularizator astronomije i znanosti Korado Korlević. Na prijedlog Korada Korlevića asteroid je 3. ožujka 2015. dobio ime po sveučilišnom profesoru Željku Andreiću, koji gotovo 40 godina djeluje kao popularizator astronomije. Napisao je više od stotinu popularno-znanstvenih članaka i autor je tri popularno-znanstvene knjige na temu astronomije. Glavno polje djelovanja prof. Andreića je istraživanje fizika plazme.

## Poveznice
- Željko Andreić dobio svoj asteroid  Arhivirana inačica izvorne stranice od 2. travnja 2015. (Wayback Machine)